# والارلند
والارلند (به هلندی: Waarland) یک منطقهٔ مسکونی در هلند است که در اسخاخن واقع شده‌است. والارلند ۲٬۳۷۰ نفر جمعیت دارد.